# 抚台平倭碑
抚台平倭碑，位于江苏省南通市崇川区狼山，是中华人民共和国江苏省文物保护单位之一。
1982年3月25日，授予江苏省文物保护单位，是一座石刻及其他。